# Klinikum Mittelbaden Hub
Das Klinikum Mittelbaden Hub ist eine Pflegeeinrichtung in Hub (Ottersweier), im Landkreis Rastatt. Träger ist die Klinikgruppe Klinikum Mittelbaden.

## Geschichte
Gegründet wurde das Haus 1874 als Kreispflegeheim („Pflegeanstalt der Kreise Karlsruhe und Baden-Baden für körperlich und geistig Gebrechliche“). Nach den Zahlen der Gedenkstätte Grafeneck wurden 524 Patienten des Heims in der Tötungsanstalt Grafeneck ermordet.
Das ehemals integrierte landwirtschaftliche Hofgut Aspichhof in Ottersweier, in dem Menschen mit einer geistigen oder seelischen Behinderung beschäftigt werden, wurde im Jahr 2004 organisatorisch in eine Tochtergesellschaft ausgegliedert.

## Einrichtung
Das Haus verfügte im Jahr 2023 über 229 Plätze für die vollstationäre Pflege, Kurzzeit- und Verhinderungspflege sowie Eingliederungshilfe.